# 1101 Clematis
1101 Clematis è un asteroide della fascia principale del diametro medio di circa 37,86 km. Scoperto nel 1928, presenta un'orbita caratterizzata da un semiasse maggiore pari a 3,2312016 UA e da un'eccentricità di 0,0776524, inclinata di 21,39349° rispetto all'eclittica.
Il suo nome fa riferimento alle piante del genere Clematis.